# Кристина од Холштајн-Готорпа
Кристина Холштајн-Голторп (13. април 1573. у Килу - 8. децембра 1625. у Грипсхолмском дворцу) била је краљица Шведске као супруга краља Карла IX. Она је служила као регент 1605. године, у одсуству супружника, али и 1611. године, за време владавине свог малолетног сина краља Густава II Адолфа.
У почетку је планиран брак између ње и Жигисмунта III Васе од Пољске, али су сви планови брака пропали. Касније је постала друга жена Карла, војводе од Содерманланда и будућег шведског краља. Након што је поразио Жигисмунта III Васу Пољског (који је до тада владао Пољском, Литванијом и Шведском у персоналној унији) и протерао га из земље, Карл је постао једини владар Шведске 1604. али није одмах крунисан за краља због проблема са властелом. Након што је њен супруг крунисан за краља Шведске 1607.године и она је крунисана за краљицу. За време његове владавине била му је чврст ослонац и подршка. Након његове смрти постала је регент Шведске и завела је апсолутистичку власт, тако да је  моћ Риксдага и његових институција привремено сломљена. Била је позната као чврст владар, а била је и поштована и плашена. Преминула је 1625.